# Dead Yuppies
Dead Yuppies é o sétimo álbum de estúdio da banda Agnostic Front, lançado a 25 de Setembro de 2001.
| Críticas profissionais                                                      | Críticas profissionais |
| Avaliações da crítica                                                       | Avaliações da crítica  |
| Fonte                                                                       | Avaliação              |
| --------------------------------------------------------------------------- | ---------------------- |
| Allmusic                                                                    | [ 1 ]                  |
| Esta tabela precisa de ser acompanhada por texto em prosa. Consulte o guia. |                        |

## Faixas
1. "I Wanna Know" – 2:21
2. "Out of Reach" – 2:01
3. "Everybody's a Critic" – 1:15
4. "Liberty" – 2:44
5. "Club Girl" – 1:41
6. "Uncle Sam" – 1:48
7. "Urban Decadence" – 1:56
8. "Love to be Hated" – 2:13
9. "No Mercy" – 1:34
10. "Politician" – 2:08
11. "Pedophile" – 2:27
12. "Alright" – 2:31
13. "Dead Yuppies" – 2:47
14. "Standing on My Own" – 1:45

## Créditos
- Roger Miret – Vocal
- Vinnie Stigma – Guitarra
- Mike Gallo – Baixo
- Jim Colletti – Bateria